# Sabon Birni
Sabon Birni è una città della Repubblica Federale della Nigeria appartenente allo Stato di Sokoto.
È il capoluogo dell'omonima area a governo locale (local government area) che si estende su una superficie di 2.354 km² e conta una popolazione di 207.599 abitanti.